# روابط ایران و مکزیک
روابط ایران و مکزیک از سال ۱۲۷۸ خورشیدی (۱۸۹۹ میلادی) آغاز شد و نخستین سفر نماینده دولت ایران، اسحاق خان مفخم‌الدوله بوده که از سال ۱۲۷۸ تا ۱۲۸۲ شمسی در واشینگتن، سفیر بوده‌است. او با عنوان وزیر مختار و ایلچی مخصوص مقیم کشورهای متحده آمریکای شمالی، سفرهای زیادی به کشورهای آمریکای مرکزی و جنوبی از جمله مکزیک نمود. در تاریخ ۲۰ اوت ۱۹۰۳، دن سباستیان دمیر  به عنوان سفیر ویژه از طرف رئیس‌جمهور مکزیک، به دولت ایران معرفی شد. نخستین سفارت مکزیک در تهران در سال ۱۹۴۶ بنیان‌گذاری شد و تا سال ۱۹۷۹ به کار خود ادامه داد تا اینکه در پی رخداد انقلاب اسلامی ایران و اشغال سفارت آمریکا در ایران، مکزیک اقدام به تعطیلی سفارتخانه خود در تهران نمود ولی ایران رابطه خود با مکزیک را در مقام کاردار حفظ کرد. تا اینکه در ژوئن سال ۱۹۹۰ مکزیک سفیر دیگری در ایران منصوب کرد. سفارت مکزیک بار دیگر سفارتش را در تهران در سال ۱۹۹۲ بازگشایی کرد و شروع همکاری خوب چند ساله‌ای بین دو کشور بود. با روی کارآمدن دولت نهم جمهوری اسلامی ایران و جلب توجه سیاستمداران آن به کشورهای ضد امپریالیست آمریکای لاتین، مکزیک از اولویت کاری وزارت امور خارجه ایران خارج شد. به عبارت بهتر از آنجا که مکزیک به عنوان یک کشور راست‌گرا روابط بدی با کشورهای چپ‌گرایی همچون ونزوئلا دارد، پس ایران نمی‌توانست هم‌زمان به دو کشور نزدیک شود و در این میان با تصمیم دولت به تحکیم روابط با ونزوئلا و دیگر کشورهای دارای دیدگاه سیاسی مشابه، روابط با مکزیک به مرور رو به سردی نهاد.

## آغاز روابط
برقراری روابط سیاسی بین ایران و مکزیک در سال ۱۲۷۸ خورشیدی (۱۸۹۹ میلادی) آغاز شد و نخستین سفر نماینده دولت ایران، اسحاق خان مفخم‌الدوله بوده که از سال ۱۲۷۸ تا ۱۲۸۲ شمسی در واشینگتن، سفیر بوده‌است. نامبرده با عنوان وزیر مختار و ایلچی ویژه مقیم کشورهای متحده آمریکای شمالی، سفرهای زیادی به کشورهای مرکزی و جنوبی آمریکا از جمله مکزیک نمود.

## معرفی سفیرها
در تاریخ ۲۰ اوت ۱۹۰۳، دن سباستیان دمیر (به انگلیسی: Don Sebastian B.De Mier) به عنوان سفیر ویژه از طرف رئیس‌جمهور مکزیک، به دولت ایران معرفی شد. روز ۱۲ مه ۱۹۰۳ (۲۲ اردیبهشت ۱۲۸۱ خورشیدی) اسحاق مفخم‌الدوله به نمایندگی از طرف مظفرالدین شاه با امانوئل آز پیروز سفیر ویژه مکزیک در آمریکا، عهدنامه دوستی و بازرگانی بین دو کشور را به امضا رساند. این پیمان‌نامه شامل بر یک مقدمه، هشت فصل و یک نتیجه بود. فصل سوم راجع به آزادی بازرگانی و مسافرت، فصل چهارم راجع به حقوق گمرکی، فصل پنجم مربوط به حکم در صورت بروز اختلاف بین دو کشور بود.

## پس از لغو کاپیتولاسیون
با لغو کاپیتولاسیون در ایران و اعلام رسمی به کلیه نمایندگی‌های خارجی در تهران پیمان‌نامه‌های  دوستی و بازرگانی ایران و مکزیک روز دهم مه ۱۹۲۸ باطل گردید. 	

## ۱۰ سال بعد از لغو کاپیتولاسیون
حدود ۱۰ سال بعد، بنا به تمایل رهبران دو کشور مبنی بر حفظ مناسبات موجود، پیمان‌نامه‌های  دوستی جدیدی بین دو کشور منعقد و اسناد آن توسط سفرای دو کشور در بوئنوس آیرس به امضا رسید. به منظور کارگشایی در امر رفت و آمدهای وابستگان دو کشور، به ویژه بازرگانان، طبق توافقی که بین مقامات مربوط به عمل آمد، سفارتخانه‌های دو کشور از تاریخ ۱۵ تیر ۱۳۵۱ بدون اجازه از مراکز خود، اقدام به صدور روادید ۳۰ روزه نمودند.

## سفر محمدرضا شاه به مکزیک
در راستای روند گسترش روابط و مناسبات دوسویه، محمدرضا شاه در راس گروهی بنا به دعوت لوئیس اچوریا رئیس‌جمهور مکزیک از تاریخ ۱۹ لغایت ۲۴ اردیبهشت ۱۳۵۴ از مکزیک دیدار رسمی به عمل آورد. این نخستین سفر شاه ایران به مکزیک به‌شمار می‌رفت، اگر چه تا آن زمان هیچ یک از رؤسای جمهور مکزیک نیز از ایران دیدار ننموده بودند.

## تعطیلی سفارتخانه
در سال‌های نخستین انقلاب ۱۳۵۷ ایران با بحرانی شدن روابط ایران و ایالات متحده آمریکا تعدادی از کشورهای اروپایی و آمریکای لاتین مثل شیلی و مکزیک به پیروی از تعطیلی سفارت آمریکا در تهران، سفارتخانه‌های خود را در تهران تعطیل کردند و تعدادی دیگر از سفارتخانه‌های آمریکای لاتین به حالت غیر فعال به کار خود ادامه دادند. همچنین در این دوره، مفاهمه سیاسی و دیالوگ ما بین طرفین از بین رفت و فضایی از بی اعتمادی رشد کرد.

## حجم روابط دو کشور
محمدحسن قدیری ابیانه سفیر ایران در مکزیک در سال ۱۳۸۶ خورشیدی اعلام کرد: حجم روابط دو کشور ایران و مکزیک را محدود و بالغ بر ۳۰ میلیون دلار بیان کرد و گفت: بیش از ۲۲ میلیون دلار واردات و بیش از هفت میلیون دلار صادرات داریم که نسبت به وضعیت اقتصادی دو کشور بسیار ناچیز محسوب می‌شود.

## مراسم روز اقتصاد مکزیک در اتاق ایران
در تاریخ ۲۰ بهمن ۱۳۸۹ در مراسم روز اقتصاد مکزیک که در اتاق بازرگانی ایران برگزار شد، سرعت بخشیدن به روند صدور روادید، آسان بودن شرایط سرمایه‌گذاری، دستمزدهای پایین، کم بودن بروکراسی اداری و نیز دسترسی مکزیک به بازار بزرگ آمریکا و عضویت در سازمان‌های جهانی از جمله مزیت‌های ویژه مکزیک عنوان شد که می‌تواند سرمایه‌گذاران و بازرگانان ایرانی را علاقه‌مند به تجارت با مکزیک کند.
کارلوس تیرادوساوالا سفیر مکزیک در ایران هم برگزاری این نشست را موجب هموار کردن راه تجارت فعالان خصوصی دوکشور دانست و گفت: 
سفارت مکزیک تلاش می‌کند تسهیلات لازم و برنامه‌ریزی مناسب برای هیأت‌های تجاری ایرانی علاقه‌مند به مسافرت به مکزیک را فراهم کند.